# Diseño a medida
Diseño a medida, (del inglés Full-custom) se define como una metodología para el diseño de circuitos integrados especificando una localización e -interconexiones entre ellos-- para cada transistor individualmente, y define la totalidad de las capas litográficas del dispositivo. Las alternativas a esta manera de diseño incluyen varios ejemplos de diseño parcialmente a medida o diseño semi-custom, las cuales pueden consistir, por ejemplo, en pautas de fabricación tales como la utilización repetida del mismo sub-circuito de transistores varias veces sobre la misma placa. Una de estas metodologías de diseño parcialmente a medida frecuentemente usada es la metodología standard cell (muchas de éstas librerías están diseñadas propiamente usando técnicas full-custom).
El diseño a medida maximiza potencialmente el rendimiento de un chip, al tiempo que aboga por una reducción de su área física, a costa del notable incremento en la complejidad de su labor de implementación, así como de fabricación. La elección tipo de diseño, además, suele quedar limitada -por razones de viabilidad y/o rentabilidad- a circuitos integrados creados para ser fabricados en gran volumen, a menudo microprocesadores y en un número más reducido de casos, circuitos ASIC.
El factor decisivo en el proceso de diseño y fabricación de circuitos ASIC es el alto coste del empleo de esta metodología, aumentando los costos fijos/unitarios y tiempos de desarrollo, y el número y complejidad de las herramientas -por ejemplo CAD- requeridos para el proceso de diseño; siendo esto así para el diseño individual de cada mask set (un requisito imprescindible a la hora de transferir el diseño de un ASIC sobre la oblea física).